# Aeroxon
Aeroxon ist eine Marke des mittelständischen Familienunternehmens Aeroxon Insect Control GmbH mit Sitz in Waiblingen, Baden-Württemberg. Seit über 100 Jahren werden unter der Marke Schädlingsbekämpfungsmittel gegen fliegende und kriechende Insekten sowie Motten produziert. Das inhabergeführte Unternehmen befindet sich vollständig in Familienbesitz und ist ein Tochterunternehmen der Fr. Kaiser GmbH.

## Geschichte
Im Jahr 1909 entwickelte der schwäbische Konditor und Hustenbonbonfabrikant Theodor Kaiser (1862–1930) den „Fliegenfänger am Band“ in seiner Backstube. 105 Mitarbeiter arbeiteten zu diesem Zeitpunkt im neuen Produktionsgebäude in der Bahnhofstraße 35 in Waiblingen, wo sich noch heute der Unternehmenssitz befindet. Der Leim war im Gegensatz zu älteren Fliegenfängern hitze- und kältebeständig, hielt Fliegen zuverlässig fest und zeichnete sich durch seine lange Lagerfähigkeit aus.
Am 30. Januar 1911 wurde der Aeroxon-Fliegenfänger in die Warenzeichenrolle eingetragen. Dieser Eintrag ist die offizielle Geburtsstunde der Marke Aeroxon.
In der zweiten Hälfte der 1920er Jahre konzentrierte sich das Unternehmen verstärkt auf das Auslandsgeschäft. Um den weltweit steigenden Bedarf an Fliegenfängern zu decken, entstanden elf Tochterunternehmen im europäischen Ausland. Darüber hinaus wurde ein Saisonbetrieb in Würzburg eröffnet, in dem von März bis September bis zu 200 Personen arbeiteten. Heute unterhält das Unternehmen eine Produktionsstätte in Klatovy (Tschechien) und Vertriebsgesellschaften in Österreich und den Vereinigten Staaten.
Im Jahr 1930 überschritt die Jahresproduktion erstmals die 100-Millionen-Marke. Im gleichen Jahr übernahm Friedrich Kaiser (1900–1988) die Unternehmensleitung nach dem Tod seines Vaters Theodor Kaiser.
Nach dem Zweiten Weltkrieg und besonders in den 1960er und 1970er Jahren verlangte der Markt nach der „chemischen Keule“ gegen Insekten. Die Verbreitung des Insektizids DDT führte zu einem deutlichen Rückgang der Absatzzahlen. Das Unternehmen blieb jedoch seiner Philosophie treu und lehnte den Einsatz hochgiftiger Produkte konsequent ab.
Im Jahr 1969 erfolgte die Gründung der Aeroxon Schädlingsbekämpfungsmittel GmbH, deren Sortiment neben Fliegenfängern auch Fliegenklatschen aus Kunststoff umfasste.
Ab den 1970er Jahren wurde das Sortiment kontinuierlich mit Produkten gegen fliegende und kriechende Insekten sowie gegen Motten erweitert. 1980 übernahm Friedrich Kaisers amerikanischer Schwiegersohn John G. Updike (1929–2010) die Leitung des Unternehmens, welches im Jahr 1999 in Aeroxon Insect Control GmbH umbenannt wurde.
Seit 2002 wird das Unternehmen von Thomas Updike (1962), dem Urenkel des Firmengründers, geleitet. Die europaweit 150 Mitarbeiter des Unternehmens erwirtschafteten im Jahr 2022 einen Umsatz von 54,4 Mio. Euro.

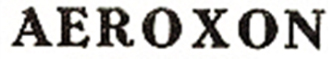
Aeroxon-Logo ab 1911
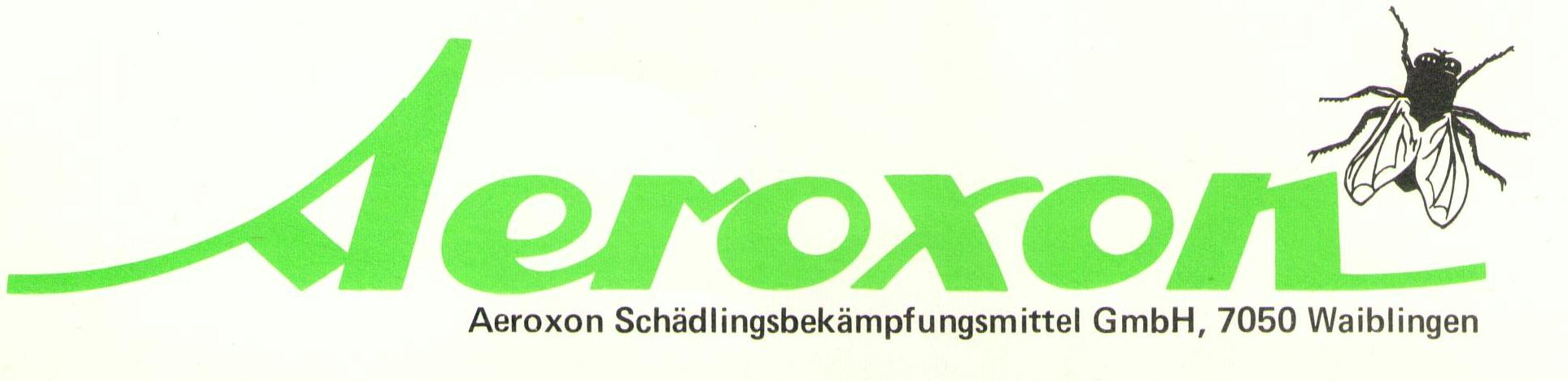
Logo 1969
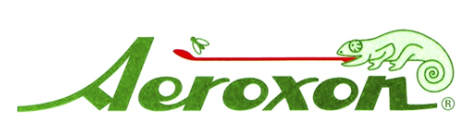
Aeroxon-Logo ab 1996 grün
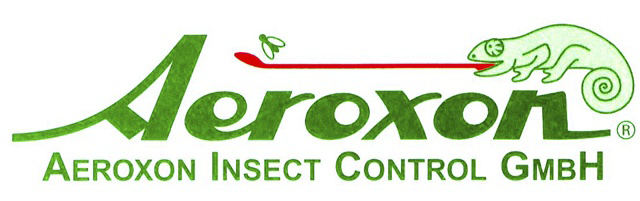
Aeroxon-Logo ab 1999
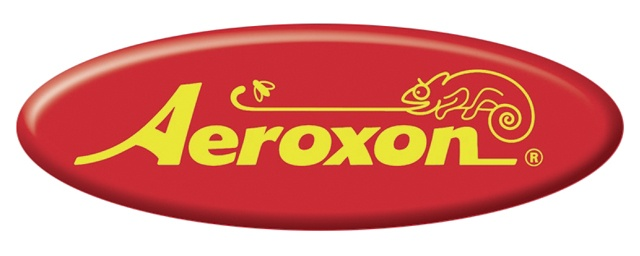
Aeroxon-Logo ab 2003
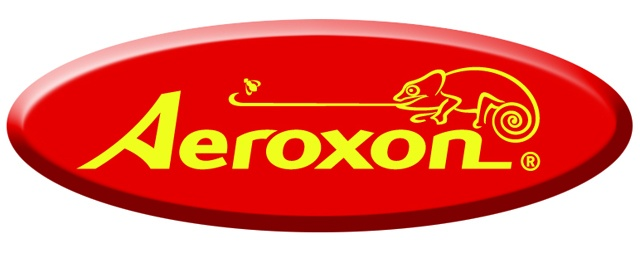
Aeroxon-Logo ab 2011
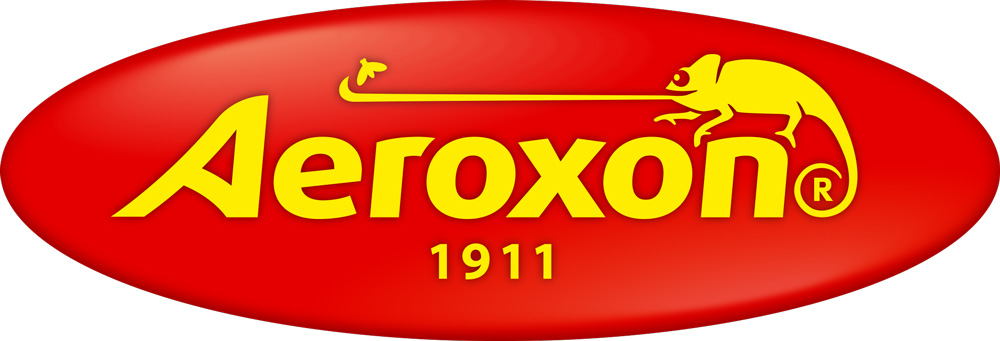
Aeroxon-Logo ab 2017

## Sortiment

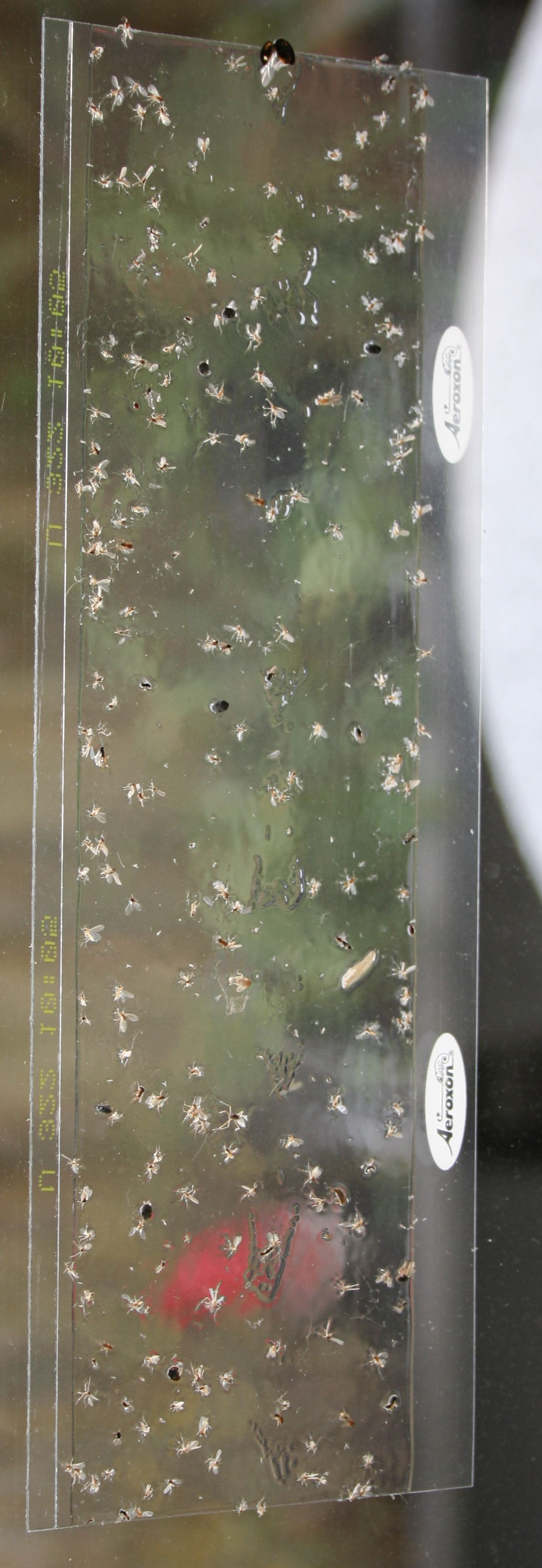
Transparenter Fliegenfänger am Fenster

Das Aeroxon-Sortiment umfasst etwa 30 Produkte, die in über 40 Länder weltweit exportiert werden.
- Fliegende Insekten
  - Giftfreie Leimfallen (Motiv-Fliegenfalle, Fruchtfliegen-Falle, Fliegenfänger, Fenster-Fliegenfalle transparent, Fenster-Fliegenfalle Früchte, Gelbfalle)
  - Fliegenköder (Insekten-Falter, Insekten-Käfer, Fenster-Köderstreifen)
  - Fliegengitter (Tür-Fliegengitter, Fenster-Fliegengitter)
  - Fliegenklatschen
  - Langzeit-Mückenschutz und Langzeit-Mückenschutz Nachfüllflasche

- Kriechende Insekten
  - Köderdosen (Ameisen-Köderdose, Silberfischchen-Köderdose)
  - Granulat (Ameisen-Stopp)
  - Ungeziefer-Köderfalle
  - Zeckenkarte

- Motten
  - Lavendelblüten-Beutel
  - Lockstofffallen (Kleidermotten-Falle, Lebensmittelmotten-Falle)
  - Wirkstoffmittel (Langzeit-Mottenschutz, Mottenpapier, Textilschutz-Säckchen)

- Garten und Landwirtschaft
  - Baumleimring
  - Gelbe Insekten-Leimtafel
  - Stall-Fliegenfänger

- Vorsorge
  - Mausefalle